# ザクスピード・881
ザクスピード・881 (Zakspeed 881) は、ザクスピードが1988年のF1世界選手権に投入したフォーミュラ1カー。デザイナーはクリス・マーフィーとハインツ・ツェルナー。チームが独自に開発した直列4気筒ターボエンジン、1500/4を搭載した。ドライバーはピエルカルロ・ギンザーニと、ドイツ人ルーキーのベルント・シュナイダー。決勝最高成績は12位。

## 概要

### 開発
881は前年の871の発展型であり、ターボエンジンの最後の年のマシンであった。881はザクスピードが自社製エンジンを搭載した最後のF1マシンであり、そのエンジンは640 bhp (477 kW; 649 PS)を発揮した。これは当時最もパワフルなエンジンの一つで、ホンダやフェラーリのV6エンジンとは10馬力ほど劣るだけで、アロウズが用いるメガトロンエンジンとほぼ同様の出力であった。ホンダエンジンを搭載したマクラーレンは15勝を挙げポールポジション15回を記録し、この他にポールポジションと勝利を獲得したのはフェラーリエンジンであった。ギンザーニは7回予選落ちし、シュナイダーは10回であった。881にとってネックとなったのは重量であった。881の車重は560 kg (1,230 lb)あり、これはマクラーレン・MP4/4、フェラーリ・F187/88C、およびホンダエンジンを搭載したロータス・100Tより約20 kg (44 lb)重かった。

### 1988年シーズン
ドライバーは前年のマーティン・ブランドルとクリスチャン・ダナーに代わってギンザーニとシュナイダーが起用されたが、両名ともシーズンを通して下位で自然吸気エンジン搭載車と予選通過を争った。前ドイツF3チャンピオンであるシュナイダーは、F1マシンに慣れた第4戦以後はほとんどのグランプリでベテランのギンザーニよりも速い予選タイムを記録した。
ドイツ人ルーキーのシュナイダーは開幕から3戦連続で予選落ちしていたが、第4戦メキシコGPで初めて決勝進出した。エルマノス・ロドリゲス・サーキットは高地のため空気が薄く、ターボエンジンにとってはアドバンテージとなった。自然吸気勢はパワーが25%落ちとなったが、ターボでは5%程でとどまった。シュナイダーは15位で予選を通過し、決勝では10位まで上がったものの、16周目にエンジントラブルでリタイアした。
シルバーストーンで開催された第8戦イギリスGPは、ターボ搭載車に有利な高速サーキットであったにもかかわらず、ギンザーニとシュナイダーは共に予選落ちした。このグランプリでザクスピードは予選通過できなかった唯一のターボ車であった。シュナイダーは自分とチームにとっての母国開催である第9戦ドイツGPで12位となり、これがチームにとってシーズン最高位となった。
881は速さが無いばかりか信頼性も欠けており、エンジンもしくはターボのどちらかがブローすることが頻繁であった。ザクスピードのドライバーは両名ともポイント獲得できず、その影響で1989年は予備予選に出場しなければならなくなった。
第12戦イタリアGP会場のモンツァで、「ザクスピード・ヤマハ」の結成が発表され、チームのF1参戦開始以来続けてきたザクスピード製エンジンでのチャレンジは881で終了となることが決まった。シーズンが終了すると881はエンジンを自然吸気のヤマハ・OX88に換装したテスト用車両となり、12月からシュナイダーと鈴木亜久里によってエンジンテストに使用された。

## F1における全成績
(key) （太字はポールポジション）
| 年     | チーム                            | エンジン                  | タイヤ | ドライバー               | 1   | 2   | 3   | 4   | 5   | 6   | 7   | 8   | 9   | 10  | 11  | 12  | 13  | 14  | 15  | 16  | ポイント | 順位 |
| ------ | --------------------------------- | ------------------------- | ------ | ------------------------ | --- | --- | --- | --- | --- | --- | --- | --- | --- | --- | --- | --- | --- | --- | --- | --- | -------- | ---- |
| 1988年 | ウエスト ザクスピード・レーシング | ザクスピード 1500/4 S4 tc | G      |                          | BRA | SMR | MON | MEX | CAN | DET | FRA | GBR | GER | HUN | BEL | ITA | POR | ESP | JPN | AUS | 0        | NC   |
| 1988年 | ウエスト ザクスピード・レーシング | ザクスピード 1500/4 S4 tc | G      | ピエルカルロ・ギンザーニ | DNQ | Ret | Ret | 15  | 14  | DNQ | DSQ | DNQ | 14  | DNQ | Ret | Ret | DNQ | DNQ | DNQ | Ret | 0        | NC   |
| 1988年 | ウエスト ザクスピード・レーシング | ザクスピード 1500/4 S4 tc | G      | ベルント・シュナイダー   | DNQ | DNQ | DNQ | Ret | DNQ | DNQ | Ret | DNQ | 12  | DNQ | 13  | Ret | DNQ | DNQ | Ret | DNQ | 0        | NC   |

## 参照
1. ↑  “STATS F1 - Zakspeed 881”.   Statsf1.com. 2010年8月23日閲覧。
2. ↑  “Zakspeed F1 Engines at”.   Gurneyflap.com. 2012年1月7日閲覧。
3. ↑  ザクスピード・ヤマハ 1989年に向けて発進　グランプリ・エクスプレス '88イタリアGP号 29頁 1988年10月1日発行
4. ↑  ザコウスキー大いなる期待　グランプリ・エクスプレス '89シーズン歓待号 8頁 1989年3月13日発行

- Roebuck, Nigel; Tremayne, David; Hamilton, Maurice; Jones, Alan (1989). Grand Prix World Formula One Championship 1988/89. Magenta Press Ltd. ISBN 0-908081-59-6